# Судный день (фильм)
«Судный день» (англ. Doomsday, также «Судник в день») — фантастический постапокалиптический боевик с элементами триллера 2008 года, снятый режиссёром Нилом Маршаллом. Согласно фильму, весной 2008 года Шотландию охватила пандемия таинственного смертоносного и неизлечимого вируса, известного как «Жнец» (англ. Reaper), его главные симптомы: язвы, рвота и высокая температура, после чего весь этот регион страны был изолирован, а его обречённые жители брошены на произвол судьбы. Тем не менее, в 2035 году, когда происходит действие фильма, «Жнец» снова появился — на сей раз в обильно заселённом Лондоне. Правительство Великобритании посылает отряд спецназа под командованием майора Иден Синклер (Рона Митра) в якобы вымершую Шотландию, где британский разведывательный спутник засёк признаки присутствия людей, свидетельствующие о том, что внутри карантинной зоны была найдена вакцина против вируса. Внутри карантинной зоны майор Синклер и её спутники сталкиваются с двумя агрессивными группами выживших — мародёрами-каннибалами, напоминающими одновременно панков и племена дикарей, и консервативными мракобесами, напоминающими средневековых рыцарей.
Концепция фильма изначально была основана на идее режиссёра и сценариста фильма Нила Маршалла столкнуть современных солдат со средневековыми рыцарями. Фильм содержит огромную массу киноцитат и отсылок к классическим фантастическим фильмам, в частности, «Побег из Нью-Йорка», «Безумный Макс» и другим.
Маршалл собрал для этого фильма втрое больший бюджет, чем вместе взятые бюджеты его предыдущих фильмов — «Псы-воины» (2002) и «Спуск» (2005). Съёмки велись в Шотландии (в том числе в известном замке Блэкнесс) и Южной Африке, которая и сыграла роль постапокалиптической Шотландии. В США и Канаде премьера фильма состоялась 14 марта 2008 года, в Великобритании и России — 9 мая и 27 марта того же года соответственно. Фильм получил смешанные, но в основном отрицательные оценки критики и провалился в прокате.

## Сюжет
3 апреля 2008 года в Глазго, Шотландия, разражается вспышка нового вируса, получившего неофициальное название «Жнец». Военные в противочумных костюмах перекрывают все пути из Шотландии на юг острова и стреляют в толпу пытающихся спастись беженцев — заражённых и незараженных; толпа набрасывается на солдат и убивает их. Среди беженцев пытается спастись и мать с малолетней дочерью на руках — будущей главной героиней фильма Иден Синклер; шальная пуля выбивает девочке глаз. Матери все-таки удаётся посадить дочь к солдатам в последний отлетающий в центральную Англию вертолёт вместо остающегося на земле ради спасения девочки солдата-шотландца; солдата и мать Иден убивает толпа.
Чтобы отделить заражённую Шотландию от остальной страны, правительство строит бетонную стену высотой 9,5 метров по линии древней Стены Адриана, построенной во II веке н. э. римлянами. Часовые на стене расстреливают всякого, кто к ней приблизится; ворота, через которые из Шотландии уходят последние грузовики с солдатами, заваривают, а в море вокруг морской границы ставят минные поля и организуют патрули. Таким образом, никто и ничто не может вырваться за пределы охватывающей всю Шотландию карантинной зоны. 
Проходит 27 лет. К 2035 году, когда начинается действие основной части фильма, Великобритания является по сути полицейской диктатурой, управляемой из-за спины марионеточного премьер-министра Джона Хэтчера реальным хозяином страны — Майклом Канарисом. Главная героиня Иден Синклер служит под началом капитана Нельсона в отряде специального назначения DDS (англ. The Departament of Domestic Security, Отдел внутренней безопасности), где достигает звания майора. Выбитый в детстве глаз она заменяет электронным протезом-камерой, способным передавать изображение на наручное записывающее устройство и работающей даже на расстоянии — будучи вынутым и, например, брошенным на пол. 
Тем временем полиция в ходе рейда по трущобам обнаруживает комнату, набитую живыми и мёртвыми заражёнными людьми; это означает, что 27 лет спустя после первой вспышки в Шотландии вирус «Жнец» снова вырвался на свободу. Кабинет министров решает перекрыть все мосты из Сити, отрезая его вместе со зданием самого правительства от внешнего мира. Несмотря на повальное распространение болезни, спасение все-таки есть. Канарис и Хэтчер показывают капитану Нельсону спутниковые снимки, зафиксировавшие передвижение людей на улицах мёртвого Глазго в Шотландии — следовательно, там всё-таки нашли вакцину от вируса. Над созданием вакцины работал в своей эпидемиологической лаборатории в госпитале Св. Андрея в центре Глазго доктор Кейн — туда и следует направить секретную экспедицию. Нельсон в качестве главы отряда выбирает Иден Синклер. 
Получив от Канариса задание найти вакцину в течение 48 часов, Иден на вертолёте добирается до стены на шотландской границе и встречается там со своими новыми подчинёнными — сержантом Нортоном, капралами Чендлером и Рид, Карпентером и Миллером, и военными врачами — докторами Толботом и Стирлингом. Военные вскрывают заваренные в 2008 году ворота, и экспедиция на двух бронетранспортёрах следует внутрь карантинной зоны. Иден прослушивает запись последних радиообращений доктора Кейна, вместе с солдатами оборонявшегося в госпитале — они стали свидетелями массовых смертей, ужасов насилия и каннибализма в опустошаемом эпидемией и голодом Глазго.
Осматривая госпиталь, члены экспедиции понимают, что лаборатория Кейна давно заброшена. Тем временем  выжившие — вооружённые ножами и дубинками дикари в пёстрых раскрасках и татуировках, напоминающие панк-рокеров — нападают на отряд; выжившие отличаются жуткой яростью, презрением к смерти и садо-мазохистскими наклонностями. В бою Карпентер и Миллер погибают. Поскольку бронетранспортёры снаружи закидываются бутылками с зажигательной смесью, Иден отдаёт приказ машинам переместиться к заднему выходу, и устраивает своим бойцам эффектный спуск на падающем лифте, взорвав прямо в кабине спецгранату с быстро застывающей смесью и тем смягчив падение. Взятая Чендлером в кабину девушка, очнувшись, перерезает ему горло ножом; тот врезается в здание и перед смертью подрывает машину вместе со своей убийцей гранатой. Второй бронетранспортёр под управлением капрала Рид успешно подбирает Иден, Нортона и обоих врачей; однако один из атакующих ухитряется разбить топором лобовое стекло. Другой метким выстрелом из арбалета убивает капрала Рид, и налетевший на кучу разбитых автомобилей бронетранспортер переворачивается. Нортону и Стирлингу удаётся бежать, Иден и раненого в ногу Толбота захватывают дикари.
Иден приходит в себя в плену у дикарей, где её избивает глава выживших, безумный садист и людоед Сол. Доктор Толбот становится основным блюдом на празднике дикарей-каннибалов — его заживо зажаривают на огромном гриле, разрезают на части и съедают. Иден удаётся бежать из камеры, убив охранников и зарубив подружку Сола Гадюку её же мечом; попутно она освобождает из соседней камеры девушку по имени Келли, заявляющую, что она — дочь Кейна. Они связываются по радио с Нортоном и Стирлингом и на поезде, управляемом другом Келли — вооружённым луком Джошуа — впятером спасаются из города.
Келли признается, что эксцентричный людоед Сол — сын доктора Кейна и её брат. Иден заставляет Келли и Джошуа везти её, Нортона и Стирлинга к Кейну. Сойдя с поезда, они проходят через старое бомбоубежище, выстроенное на случай ядерной войны и забитое во время эпидемии всевозможными вещами. В лесу за убежищем их встречают люди Кейна — к удивлению Иден и её спутников, это конные всадники в доспехах с луками и копьями. Они убивают Джошуа и связанными ведут Келли и членов экспедиции в старый средневековый замок, где и правит Кейн.
Доктор Кейн, объявив себя королём Шотландии, имитирует в своём замке средневековую культуру, руководствуясь в основном киношными представлениями о временах короля Артура. Он убеждён, что это примитивное и замкнутое общество является самым простым и надёжным и будет существовать независимо от того, есть ли жизнь за стеной или нет. Никакой вакцины не существует, немногие выжившие шотландцы просто выработали иммунитет к вирусу. Чтобы сохранить свою власть, он собирается казнить Иден и её спутников, а свою дочь Келли приказывает клеймить калёным железом. Иден же вынуждена сражаться на арене ради потехи обитателей замка — голыми руками против одетого в доспехи и вооружённого до зубов Теламона, лучшего воина Кейна.
Тем временем в Лондоне запертые в Сити горожане тысячами умирают от «Жнеца». Один из заражённых, находящийся на последней стадии болезни и вконец отчаявшийся азиат, проникает в правительственное здание, убивает топором охранника и с помощью его отрубленных руки и головы преодолевает все системы охраны, прорываясь в информационный центр. Капитану Нельсону удаётся застрелить его, но кровь заражённого попадает на лицо премьер-министра Хэтчера, инфицируя и его. Канарис приказывает запереть премьер-министра в его кабинете, где Хэтчер убивает себя.
Иден побеждает на арене Теламона, трофейным чеканом пробив его шлем. Нортон и Стирлинг сбегают из своей камеры и гранатами подрывают башню замка. В общей суматохе им, Иден и Келли удаётся бежать на лошадях. Кейн посылает за ними погоню во главе со своей правой рукой — канцлером Фалько. Герои скрываются в бомбоубежище, где обнаруживают среди всевозможных товаров, стащенных сюда в дни эпидемии, роскошный автомобиль Bentley, горючее для него и радиотелефон. Хотя канцлеру Фалько удаётся застрелить Нортона из лука, Иден, Стирлинг и Келли уезжают на Bentley. Иден по телефону сообщает Канарису, что задание выполнено.
Их, однако, на шоссе встречает колонна машин — это уже знакомые каннибалы во главе с мстительным Солом, сидящим за рулём открытой машины по соседству с трупом Гадюки. В ходе головокружительной погони многие машины каннибалов разбиваются; Сол перепрыгивает на крышу Bentley и даже на какое-то время ухитряется пролезть внутрь; когда он снова оказывается на крыше, Иден таранит автобус каннибалов, обезглавливая Сола. 
С прилетевшего военного вертолёта высаживаются солдаты и Канарис. Иден передаёт ему Келли и сопровождающего её Стирлинга: поскольку у девушки выработался иммунитет, из её крови будет нетрудно получить необходимую вакцину. Канарис сообщает Иден, что не намерен немедленно использовать вакцину — он предпочтёт подождать, пока пандемия охватит весь мир; тогда он, как единственный владелец вакцины, сможет подчинить себе всю планету. Иден отказывается от предложения лететь с ним и Келли и вместо этого возвращается в Глазго. Нашедшему Иден в её старом доме (по адресу на подаренном конверте) капитану Нельсону, также прилетевшему в Шотландию на другом вертолёте, Иден передаёт диск с записью откровений Канариса, сделанной с помощью её электронного глаза — что позволяет Нельсону предать Канариса в руки правосудия. Иден же предъявляет оторванную голову Сола дикарям-каннибалам, приветствующим её как своего нового вождя.

## В ролях
| Актёр              | Персонаж                    |
| ------------------ | --------------------------- |
| Рона Митра         | майор Иден Синклер          |
| Эмма Клисби        | Кэтрин Синклер, мать Иден   |
| Кристина Томлинсон | Иден Синклер в детстве      |
| Джереми Кратчли    | Рихтер                      |
| Боб Хоскинс        | капитан Билл Нельсон        |
| Александр Сиддиг   | премьер-министр Джон Хэтчер |
| Дэвид О'Хара       | Майкл Канарис               |
| Эдриан Лестер      | сержант Нортон              |
| Дэррен Морфитт     | доктор Бен Стирлинг         |
| Рик Уорден         | капрал Чендлер              |
| Нора-Джейн Нун     | капрал Рид                  |
| Лесли Симпсон      | рядовой Карпентер           |
| Крис Робсон        | рядовой Стив Миллер         |
| Шон Пертви         | доктор Толбот               |
| Ли-Энн Либенберг   | Гадюка (англ. Viper)        |
| Крэйг Конуэй       | Сол                         |
| Майанна Бёринг     | Кэлли                       |
| Мартин Компстон    | Джошуа                      |
| Хэни Босман        | Теламон                     |
| Кэл Маканинч       | канцлер Фалько              |
| Малкольм Макдауэлл | доктор Маркус Кейн          |

## Связь с другими фильмами
Как признавался сам режиссёр и сценарист Нил Маршалл, он создавал фильм как дань классическим постапокалиптическим фильмам 1970—1980 годов, поясняя: «С самого начала я хотел, чтобы мой фильм был данью такого рода фильмам, и делал это преднамеренно. Я хотел сделать фильм для теперешней публики, которая никогда не видела этих фильмов в кино — может быть, вообще их не видела — и хочу, чтобы он поразил их так же, как те фильмы поразили меня самого. Но, чтобы осовременить его — добавили действия, крови и кишок».
- «Побег из Нью-Йорка» (1981) — хотя сам режиссёр отмечал, что заимствовал оттуда лишь идеи агрессивных уличных банд и саму концепцию ограждённого пространства,[1] нельзя не заметить массу сюжетных ходов, заимствованных из культового фильма Карпентера: ограничение во времени на выполнение задания, прорыв в город, нападение обезумевшей толпы, попадание главного героя в плен, его избиение, поединок на арене с вооружённым громилой и проламывание тому черепа палицей, гонка на машинах среди остовов разбитых автомобилей, развязка фильма, в которой герой «подставляет» своего нанимателя-диктатора. Явной отсылкой к «Побегу» выглядит и то, что Иден Синклер (подобно протагонисту «Побега» Снейку Плисскену) одноглазая. Помимо этого, в «Судном дне» есть чисто визуальные отсылки к «Побегу из Нью-Йорка» — например, электронная карта ограждения Шотландии своим графическим стилем точно воспроизводит аналогичную карту Нью-Йорка; повязка, которую в нескольких эпизодах носит на глазу Иден, очень напоминает повязку Снейка; сцена, где отряд Иден получает оружие, точно копирует аналогичную сцену из «Побега». Даже саундтрек фильма, написанный композитором Томом Бэйтсом, очень напоминает оригинальную музыку Карпентера.
- «Безумный Макс» (1979), «Безумный Макс 2: Воин дороги» (1981) и «Безумный Макс 3: Под куполом грома» — из этих культовых фильмов был заимствован «панковский» стиль связанных с каннибалами эпизодов фильма; кроме того, образ главного героя этих фильмов Макса Рокатански оказал большое влияние на формирование образа Иден Синклер.[1] Автомобильная погоня в конце «Судного дня» является явной данью «Безумному Максу», прямо заимствуя из фильмов трилогии некоторые эпизоды.
- «Экскалибур» (1981) — графическое оформление эпизодов в замке Кейна вдохновлено в основном именно этим фильмом о короле Артуре.[1]
- «Воины» (1979) — режиссёр вдохновлялся жёсткими, полными насилия фильмами Уолтера Хилла и постарался передать их «визуальный стиль войны уличных банд».[1]
- «Ни травинки» (1970) — этот первый британский постапокалиптический фильм, по мнению Маршалла, является вдохновителем последующей британской кинофантастики, в том числе «28 дней спустя» и «28 недель спустя». Собственный фильм он, однако же, надеялся сделать не таким бездушным.[1]
- «Человек Омега» (1971) — режиссёр вдохновлялся образами показанного в этом культовом фильме мёртвого города и постарался воплотить в «Судном дне» столь же мрачные, неприукрашенные образы Глазго.[1]
- «Парень и его собака» (1974) — появляющаяся в «Судном дне» тематика каннибализма является данью концовке этого фильма.[1]
- «Чужие» (1986) — вооружение бойцов отряда Иден, их бронежилеты, бронетранспортёры и связанные с последними эпизодами (в частности, перегонка их к задней части госпиталя для спасения атакуемых внутри бойцов) сильно напоминают аналогичное вооружение и технику из «Чужих», а также соответствующие эпизоды.
- «Водный мир» (1995) — из этой необычной «морской» постапокалиптики режиссёр почерпнул некоторые элементы атмосферы и тематику «падальщиков»[1]
- «Гладиатор» (2000) — битва Иден с Телемоном на арене как по боевому стилю, так и по манере съёмки воспроизводит бои из «Гладиатора».[1]
- «Дитя человеческое» (2006) — данный фильм-антиутопия находился в разработке одновременно с «Судным днём», но вышел намного раньше, в 2006 году. Посмотрев его, Маршалл поразился сходству некоторых моментов фильма Альфонсо Куарона со своим собственным и счёл нужным увеличить в последнем количество крови и чёрного юмора.[1]
- «Индиана Джонс: В поисках утраченного ковчега» (1981) — во время перехода через бомбоубежище при виде бесконечно протянувшегося вдаль нагромождения ящиков Стирлинг замечает: «Что они тут хранят — утраченный ковчег?». Панорама этого гигантского склада действительно является визуальной цитатой из финальной сцены фильма об Индиане Джонсе.
- «Последний бойскаут» (1991) — сцена в замке Кейна, когда пленная Иден говорит ударившему её стражнику «Ударишь меня ещё раз, и я убью тебя» и при последующем ударе действительно убивает того ударом в переносицу, как и сама эта фраза, является точной цитатой из «Последнего бойскаута».
- «13-й район» (2004) — когда признание важного типа записывают на скрытую камеру, а потом разоблачают на всю страну в конце фильма.